# Cryptognatha nodiceps
Cryptognatha nodiceps är en skalbaggsart som beskrevs av Marshall 1912. Cryptognatha nodiceps ingår i släktet Cryptognatha och familjen nyckelpigor. Inga underarter finns listade i Catalogue of Life.